# Richard Holmberg
Richard J. Holmberg (ur. 17 marca 1930 w Chicago, zm. 30 grudnia 2003 w Nellysford) – żeglarz sportowy z Wysp Dziewiczych Stanów Zjednoczonych. Olimpijczyk z Monachium w 1972.
Wystąpił w regatach w klasie Soling na igrzyskach olimpijskich w 1972. Zawody żeglarskie odbywały się w Kilonii. Załoga z Wysp Dziewiczych Stanów Zjednoczonych (oprócz Holmberga byli to David Jones i David Kelly) zajęła 24. miejsce na 26 startujących. 
Jego syn Peter również był żeglarzem, dwukrotnym olimpijczykiem, srebrnym medalistą igrzysk olimpijskich w 1988 w Seulu.